# Salacia conrauii
Espèce
Salacia conrauii Loes. est une espèce de plantes de la famille des Celastraceae et du genre Salacia, endémique du Cameroun.

## Étymologie
Son épithète spécifique conraui rend hommage à Gustav Conrau, collecteur de plantes au Cameroun entre 1896 et 1899.

## Distribution
On ne la connaît qu'à travers un seul échantillon collecté en 1898-1899, à Tali, à 40 km au nord-ouest de Nguti dans la région du Sud-Ouest (Cameroun).